# Tolna complicata
Tolna complicata är en fjärilsart som beskrevs av Butler 1880. Tolna complicata ingår i släktet Tolna och familjen nattflyn. Inga underarter finns listade i Catalogue of Life.